# Franciszek Lubomirski
Książę Franciszek Lubomirski (?-1721) – generał wojsk koronnych.
Syn Stanisława Herakliusza Lubomirskiego i Elżbiety Denhoff, brat Teodora, przyrodni brat Elżbiety Sieniawskiej. Właściciel Rzeszowa, Łańcuta i Połonnego. Bezdzietny. Zmarł popełniając samobójstwo. Majątek po nim odziedziczył brat Teodor.